# Ollier-Syndrom
Die Ollier-Krankheit ist eine seltene Skelettdysplasie mit zahlreichen, überwiegend halbseitig zu findenden Enchondromen in den Metaphysen langer Röhrenknochen.
Die Assoziation mit multiplen Weichteil-Hämangiomen wird als Maffucci-Syndrom bezeichnet.
Eine Kombination mit Osteochondromen besteht bei der Metachondromatose.
Synonyme sind: Dyschondroplasie; Ollier-Syndrom; Hemichondrodysplasia Typ Ollier; Morbus Ollier; Enchondromatose Ollier; Multiple Enchondromatose
Der Begriff „Enchondromatose“ wird häufig (auch bei beidseitiger Beteiligung) als Synonym für Ollier-Krankheit verwendet. Bei weiter gefasster Definition einer Enchondromatose entspricht die (einseitig auftretende) Ollier-Krankheit dem Typ I nach Spranger.
Die Namensbezeichnung bezieht sich auf den Autoren der Erstbeschreibung aus dem Jahre 1898 durch den französischen Chirurgen Louis Léopold Ollier (1830–1900).

## Verbreitung
Die Häufigkeit wird auf 1 zu 100 000 geschätzt.
Die Erkrankung tritt sporadisch auf ohne familiäre Häufung. Beide Geschlechter und beide Körperhälften sind gleichmäßig betroffen.

## Ursache
Die Ursache ist nicht bekannt. Bei familiären Formen werden Mosaik-Mutationen im IDH1-Gen auf Chromosom 2 Genort q34 und im IDH2-Gen auf Chromosom 15 Genort q26.1 vermutet, die für die Isocitrat-Dehydrogenase kodieren. Ein Vererbungsmodus ist nicht bekannt.
Bei etwa 10 % finden sich Mutationen im PTH1R-Gen auf Chromosom 3 Genort p21.31, das für den Parathyroid hormone 1 receptor kodiert.

## Klinische Erscheinungen
Klinische Kriterien sind:
- sehr variables Ausmaß der Veränderungen
- Manifestation in jedem Lebensalter, meist zwischen dem 2. und 10. Lebensjahr
- einseitige, asymmetrische Veränderungen
- multiple Enchondrome in Nähe der Epiphysenfuge mit Verbreiterung der Metaphysen, in die Diaphyse hineinwachsend
- Enchondrome sind auch am Beckenring möglich
- umschriebene Wachstumsstörung mit Deformierung und Verkürzung der langen Röhrenknochen, besonders Beinverkürzung mit Genua vara

Gelegentlich kann es zu Spontanfrakturen und Kyphoskoliose kommen.
Mit Ende des Körperwachstums hören im Normalfall auch die Enchondrome auf, größer zu werden.
Besonders bei körperstammnahen oder großen Enchondromen besteht ein erhöhtes Risiko (von etwa 30 bis zu 40 %) einer malignen Transformation meist zum Chondrosarkom, mitunter auch zum Osteosarkom und entdifferenziertem Chondrosarkom. Hauptsächlich sind davon lange Röhrenknochen und flache Knochen betroffen.
Anscheinend ist das Risiko erhöht, Gliome, Pankreastumor oder Granulosazelltumor zu entwickeln.

## Diagnose
Die Diagnose beruht auf den Befunden der klinischen Untersuchung und den (konventionellen) Röntgenaufnahmen.
Typisch sind zentral gelegene Knochenläsionen mit ausgedünnter Kortikalis meist meta- oder diaphysär mit unregelmäßigen Verkalkungen (variabel).

## Differentialdiagnostik
Abzugrenzen sind Multiple kartilaginäre Exostosen.

## Therapie
Die Behandlung zielt auf Korrektur von Beinlängendifferenz und Beinachsenfehlstellung, Behandlung von Pathologischen Frakturen und Kontrolle malignitätsverdächtiger Regionen.